# Ligney
Ligney (en wallon Légnè) est une section de la commune belge de Geer située en Région wallonne dans la province de Liège.
C'était une commune à part entière avant la fusion des communes de 1977.
Code postal : 4254

## Démographie
- Sources:INS, Rem:1831 jusqu'en 1970=recensements, 1976= nombre d'habitants au 31 décembre

## Patrimoine et culture

### Patrimoine architectural et sites
Au sud du village, le site classé du lieu-dit Entre les Tiges avec la chapelle Notre-Dame de Lourdes de Ligney et ses quatre tilleuls.